# Oparzenie

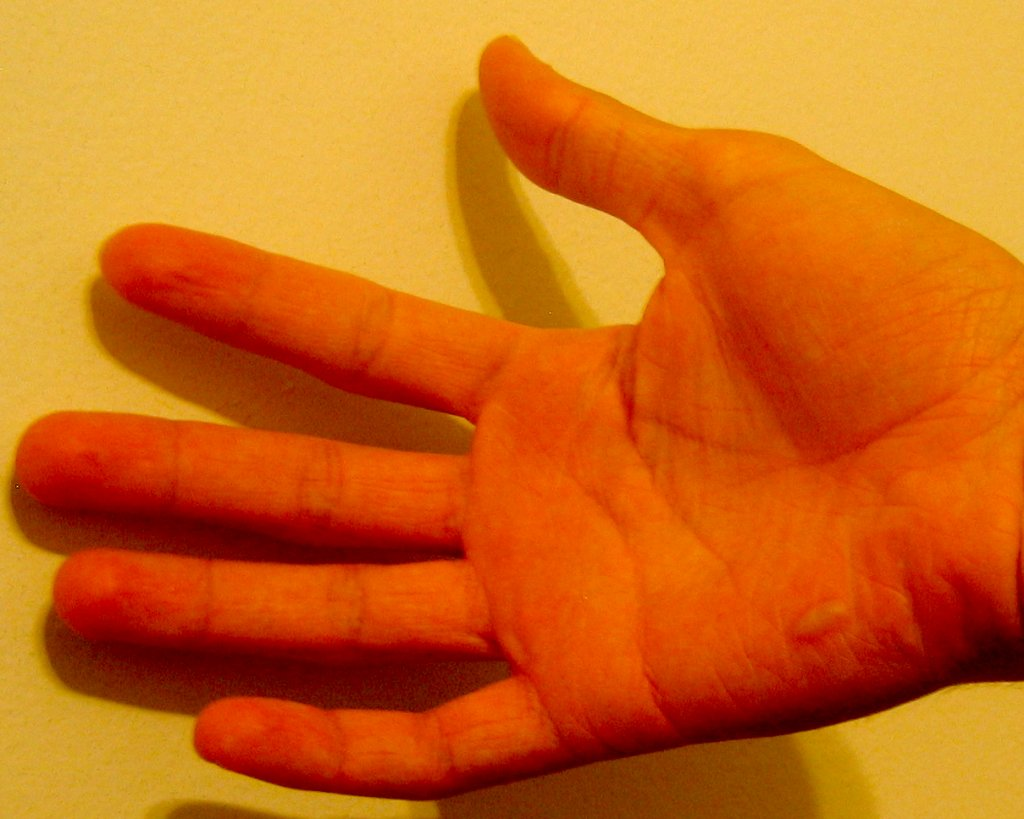
Oparzenie w drugim dniu po dotknięciu rozgrzanej patelni

Oparzenie (łac. combustio) – uszkodzenie skóry i w zależności od stopni oparzenia także głębiej położonych tkanek lub narządów wskutek działania ciepła, żrących substancji chemicznych (stałych, płynnych, gazowych), prądu elektrycznego, promieni słonecznych – UV, promieniowania (RTG, UV i innych ekstremalnych czynników promiennych). Przy rozległych oparzeniach ogólnoustrojowy wstrząs może doprowadzić do zgonu.
Głębokość oparzenia – wyrażana w stopniach ocena stopnia uszkodzenia tkanek spowodowanych oparzeniem. Stwierdzenie głębokości oparzenia bezpośrednio po urazie może być trudne – niekiedy pełna ocena jest możliwa dopiero po 4–5 dniach.

## Podział oparzeń w zależności od głębokości

Schemat oparzeń skóry ilustrujący głębokość uszkodzeń

Wyróżnia się I, II (zazwyczaj dzielony na stopień IIA i IIB) i III stopień głębokości oparzenia. Czasem w obrębie oparzeń III stopnia wyróżnia się IV stopień obejmujący najgłębsze oparzenia.

### Oparzenie I stopnia
Obejmuje tylko naskórek, objawami są zaczerwienienie skóry i ból. Po 2–3 dniach następuje mocne swędzenie oparzonego obszaru.
Objawy ustępują po kilku dniach bez pozostawienia blizn.

### Oparzenie II stopnia powierzchowne (IIA)
Obejmuje naskórek i część skóry właściwej, pojawiają się pęcherze z surowiczym płynem, goi się w ciągu 10–21 dni, nie pozostawia blizn.

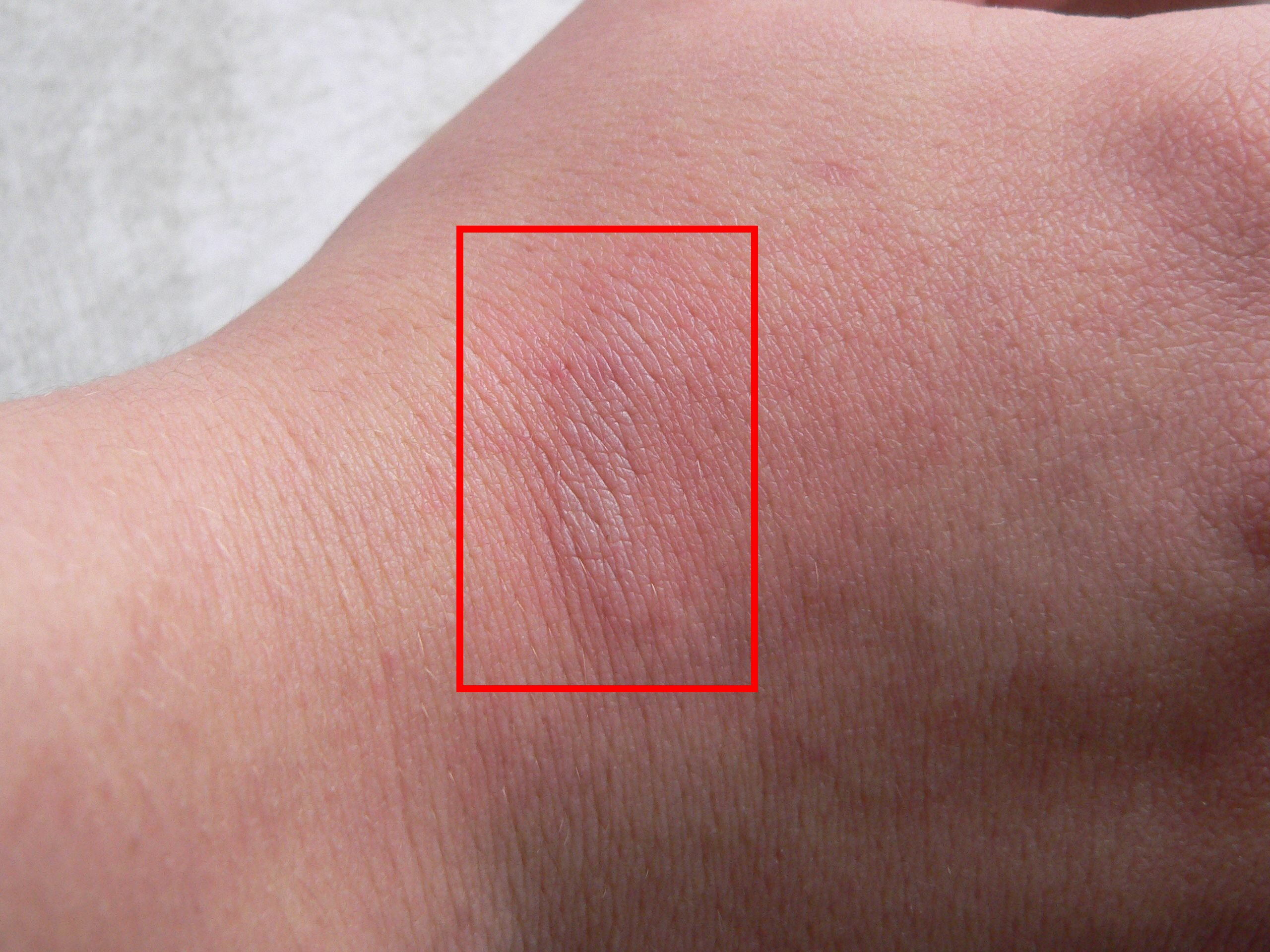
po godzinie
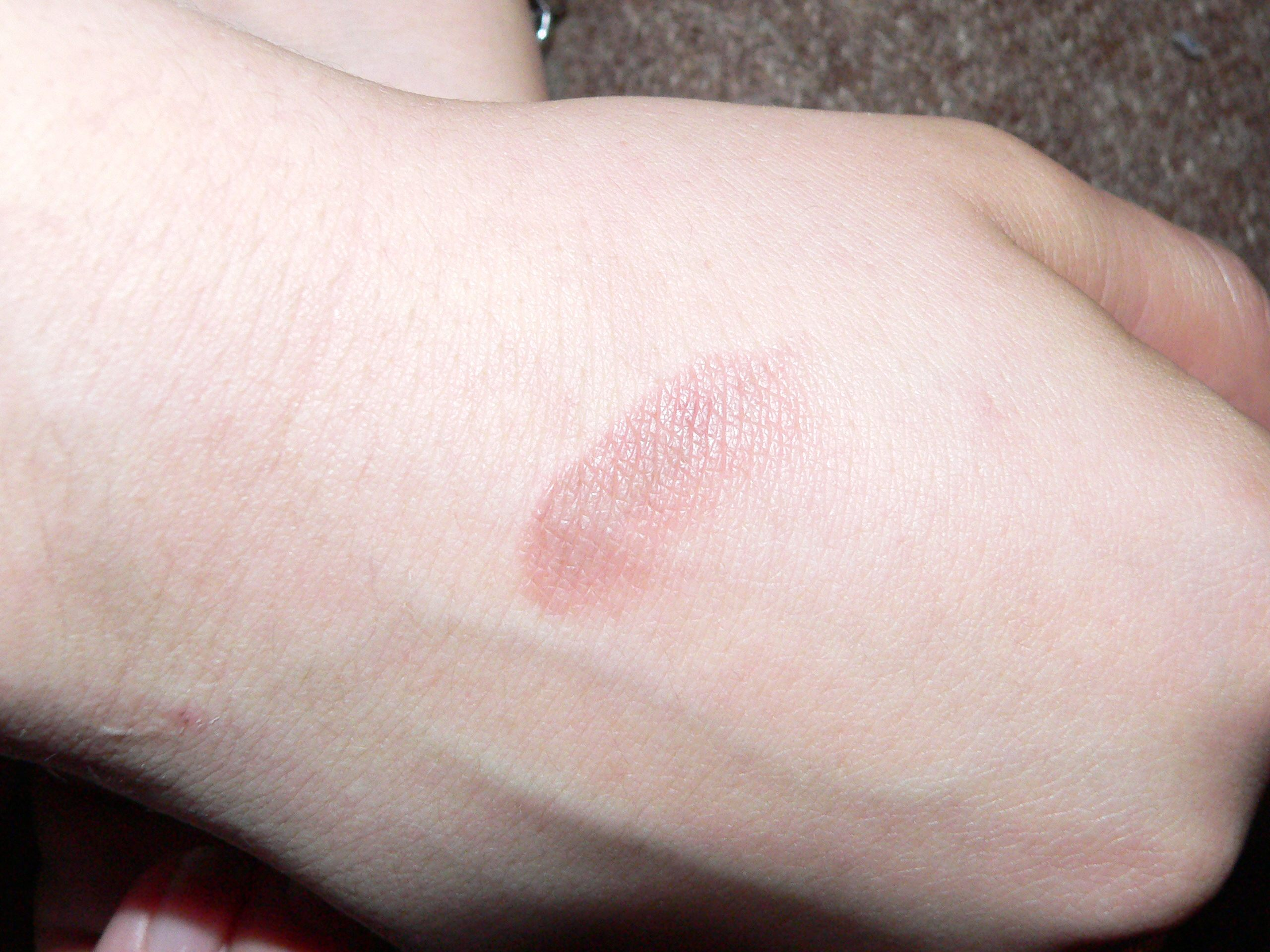
po dobie
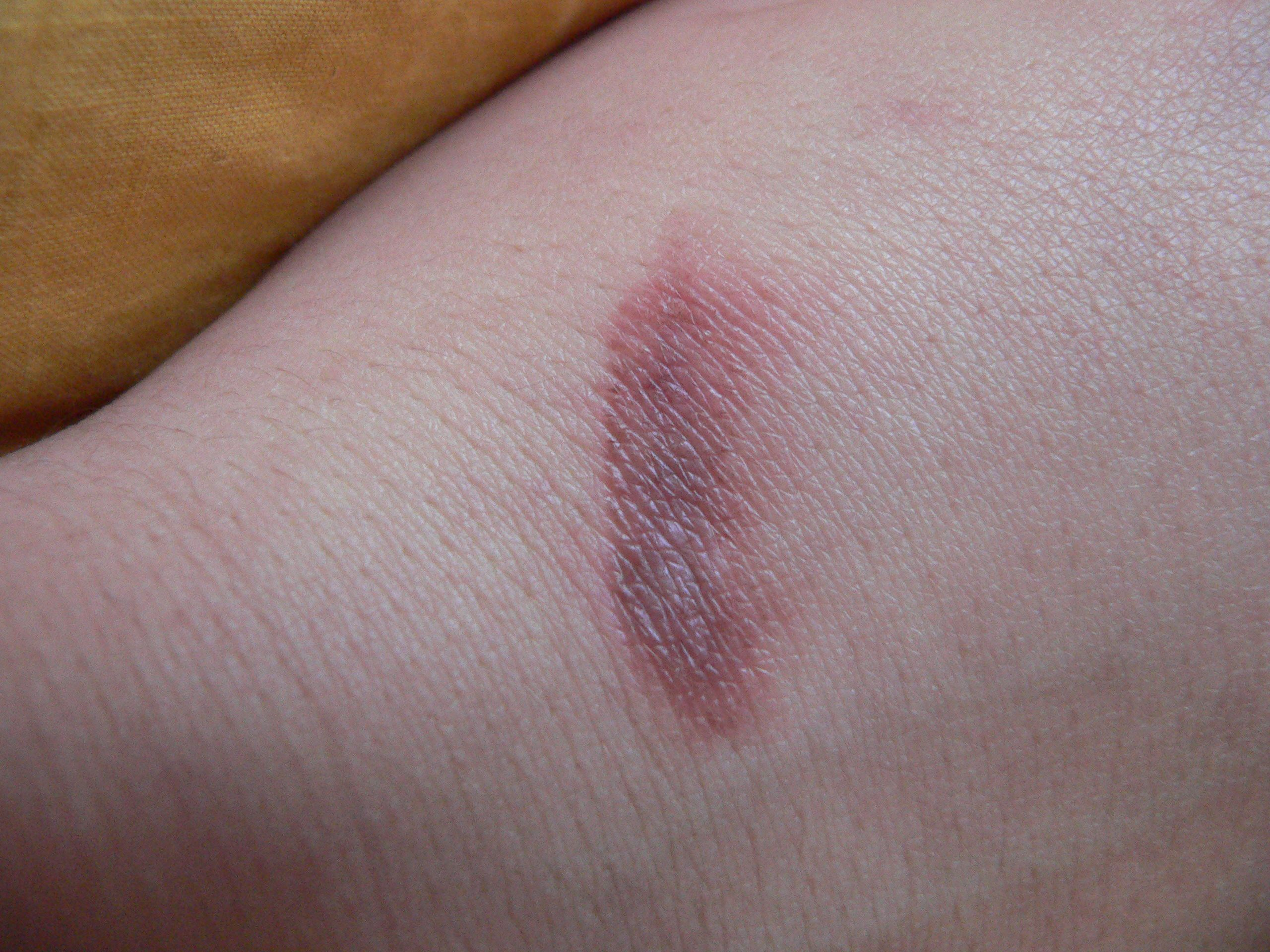
po dwóch dniach, pojawia się pęcherz

Rozwój oparzenia drugiego stopnia z zakażeniem:

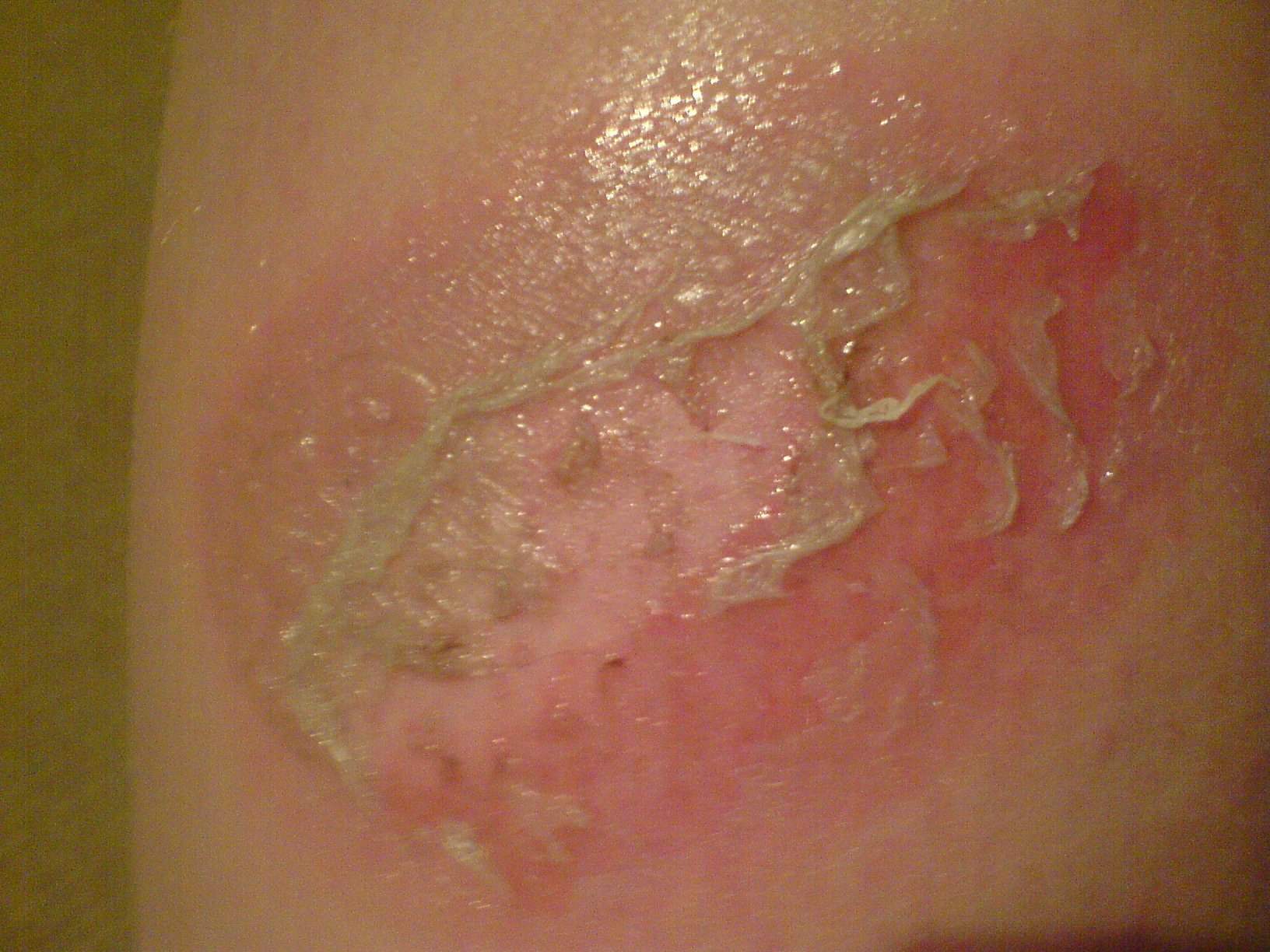
Ewolucja zakażenia oparzenia drugiego stopnia; pierwsza godzina
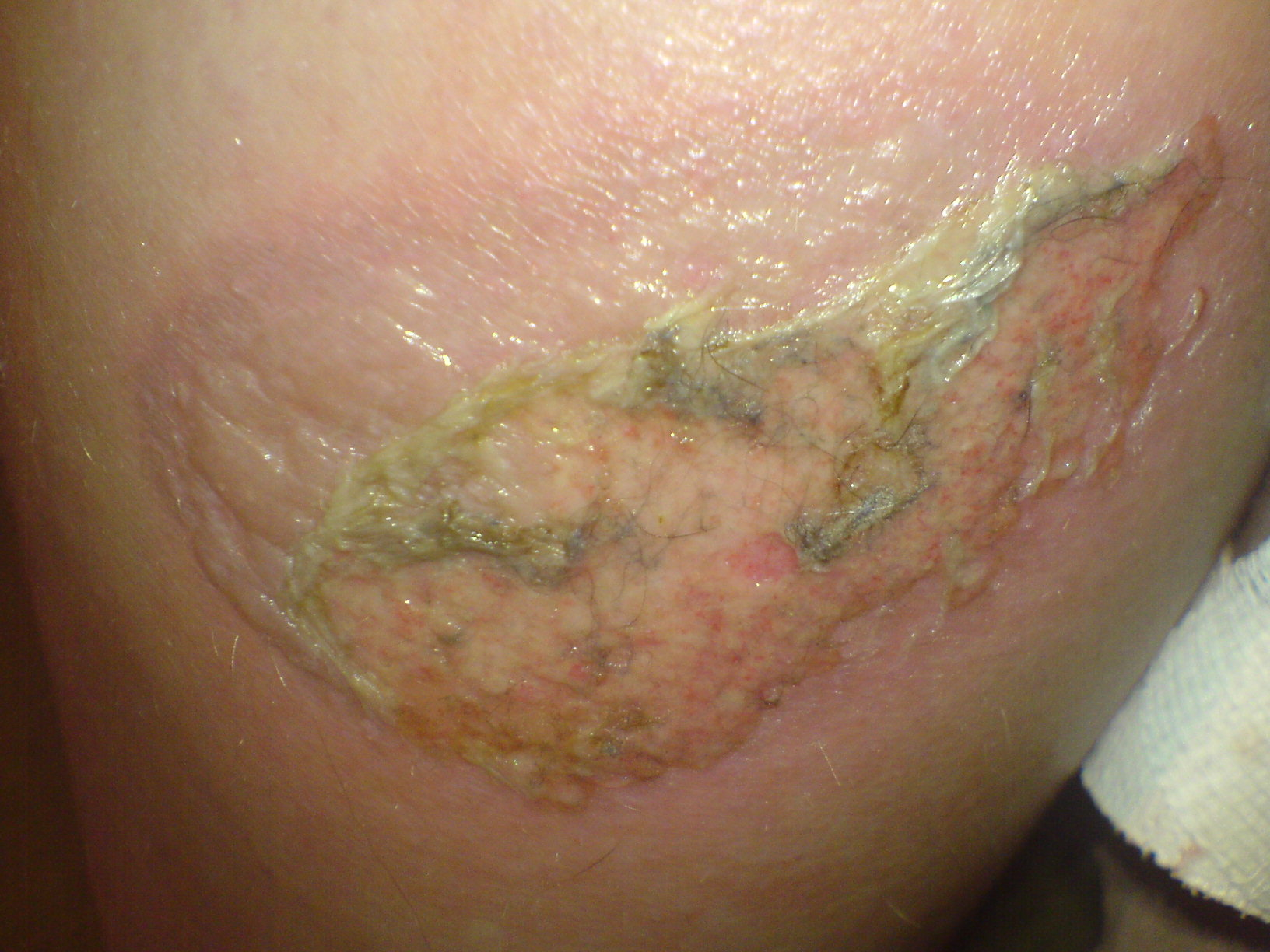
Ewolucja zakażenia oparzenia drugiego stopnia; pierwszy dzień

### Oparzenie II stopnia głębokie (IIB)
Obejmuje naskórek i pełną grubość skóry właściwej. Skóra jest biała z czerwonymi punktami w okolicy cebulek włosowych. Bolesność mniejsza niż w przypadku oparzenia w stopniu IIA ze względu na uszkodzenie zakończeń nerwowych. Goi się przez kilka tygodni, pozostawia blizny.

### Oparzenie III stopnia

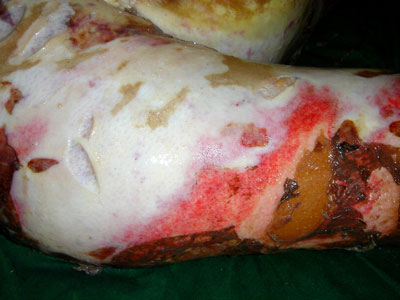
Oparzenie III stopnia

Martwica obejmuje skórę właściwą wraz z naczyniami, nerwami skórnymi i podskórną tkanką tłuszczową. Skóra przyjmuje barwę od perłowo białej, przez białoszarą do brunatnej, jest twarda i sucha. Goi się długo i zazwyczaj wymaga przeszczepu. Pozostawia widoczne blizny.

### Oparzenie IV stopnia
Martwica sięga tkanek głębiej położonych. Obejmuje mięśnie, ścięgna, kości. W najcięższych przypadkach tego typu oparzeń cechą charakterystyczną jest zwęglenie oparzonej części ciała.
Czasami nie wyróżnia się odrębnego IV stopnia i wszystkie oparzenia tego typu zalicza się do oparzeń III stopnia. Czasami także rozróżnia się oparzenia IV stopnia, gdzie martwica obejmuje mięśnie, V stopnia, gdzie martwica sięga do kości i VI stopnia, gdzie martwica obejmuje całą kość.

## Ocena powierzchni

### Reguła dziewiątek Wallace’a
Reguła ta służy do orientacyjnego określenia oparzonej powierzchni ciała. Pozwala przy uwzględnieniu głębokości oparzeń ustalić ciężkość urazu. Powierzchnia głowy, każdej z kończyn górnych stanowi 9% powierzchni ciała. Powierzchnia przednia tułowia to 18% (9% powierzchnia brzucha oraz 9% powierzchnia klatki piersiowej). Powierzchnia tylna tułowia stanowi również 18% powierzchni ciała. Powierzchnia każdej kończyny dolnej to odpowiednio 18%. Powierzchnia krocza 1%.

### Reguła dłoni
Reguła ta służy do oceny rozległości oparzeń ciała u osób dorosłych. Zakłada ona, że powierzchnia dłoni osoby oparzonej odpowiada 1% łącznej powierzchni jej ciała.

### Reguła dziesiątek
Reguła ta ma zastosowanie do oceny rozległości oparzeń u niemowląt. Przyjmuje ona, że powierzchnia głowy, przodu i tyłu tułowia stanowi po 20% powierzchni ciała. Na każdą kończynę przypada 10% ogólnej powierzchni.

### Metody tabelaryczno-diagramowe
Do oceny służą gotowe tabele i diagramy zawierające informacje o dokładnej powierzchni różnych części ciała u osób w poszczególnych grupach wiekowych (czasem także dodatkowe dane korygujące zależne np. od budowy ciała pacjenta). Rozwiązania te pozwalają na dokładną ocenę powierzchni oparzenia i są stosowane przede wszystkim w ośrodkach leczenia oparzeń.

## Ocena ciężkości oparzeń
Oparzenia dzielą się na lekkie, średnio ciężkie i ciężkie. Aby dokładnie ocenić uraz należy uwzględnić głębokość i powierzchnię oparzenia.
| Głębokość oparzenia | Lekkie                 | Średnio ciężkie          | Ciężkie                |
| ------------------- | ---------------------- | ------------------------ | ---------------------- |
| I i II stopień      | <15% powierzchni ciała | 15–30% powierzchni ciała | >30% powierzchni ciała |
| III stopień         | <5% powierzchni ciała  | 5–15% powierzchni ciała  | >15% powierzchni ciała |

## Właściwie udzielona pomoc w przypadku oparzenia
Należy przemyć skórę czystą, chłodną (nie lodowatą) wodą przez 20 minut lub do ustania bólu, a następnie założyć wilgotny opatrunek z jałowej gazy i delikatnie nałożyć bandaż. Przy oparzeniu jamy ustnej poszkodowany powinien ssać kawałki lodu lub płukać gardło zimną wodą.
Najczęściej popełnianym błędem jest stosowanie na oparzoną skórę wszelkiego rodzaju maści lub płynów oraz przekłuwanie pęcherzy.
Nie jest wskazane zdejmowanie ubrania z miejsca oparzenia w przypadku przywarcia do skóry.

## Szybki kontakt z lekarzem
Praktycznie każde oparzenie, szczególnie jeśli dotyczy niemowlęcia lub małego dziecka, wymaga kontaktu z lekarzem. Można tego zaniechać jedynie w przypadku oparzeń I stopnia dotyczących niewielkich obszarów skóry. Oparzenia II i III stopnia oraz przypadki budzące jakiekolwiek wątpliwości powinny być skonsultowane przez lekarza jak najszybciej, bowiem mogą one wymagać bardzo specjalistycznego postępowania. Podobnie wszystkie przypadki oparzeń spowodowanych chemikaliami, prądem elektrycznym, rażeniem piorunem wymagają pomocy lekarskiej – w tych wypadkach trudno jest początkowo ocenić rozmiar uszkodzenia i jego następstwa.
Wizyta u lekarza jest także niezbędna w przypadku, gdy objawy niewielkiego oparzenia nie ustępują w ciągu kilku dni, a także jeżeli nasila się zaczerwienienie, obrzęk, ból, pojawia się wysoka gorączka, dreszcze lub ropna wydzielina na oparzonej powierzchni.

## Oparzenia słoneczne
Za ból wywołany oparzeniami odpowiadać mogą neutrofile i makrofagi oraz bezpośrednia aktywność przyciągającej te komórki chemokiny CXCL5.

## Klasyfikacja ICD10
| kod ICD10   | nazwa choroby                                                                                        |
| ----------- | --- |
| ICD-10: T20 | Oparzenie termiczne i chemiczne głowy i szyi                                                         |
| ICD-10: T21 | Oparzenie termiczne i chemiczne tułowia                                                              |
| ICD-10: T22 | Oparzenie termiczne i chemiczne barku i kończyny górnej z wyjątkiem nadgarstka i ręki                |
| ICD-10: T23 | Oparzenie termiczne i chemiczne nadgarstka i ręki                                                    |
| ICD-10: T24 | Oparzenie termiczne i chemiczne biodra i kończyny dolnej z wyjątkiem okolicy stawu skokowego i stopy |
| ICD-10: T25 | Oparzenie termiczne i chemiczne okolicy stawu skokowego i stopy                                      |
| ICD-10: T26 | Oparzenia termiczne i chemiczne ograniczone do oka i przydatków oka                                  |
| ICD-10: T27 | Oparzenie termiczne i chemiczne dróg oddechowych                                                     |
| ICD-10: T28 | Oparzenie termiczne i chemiczne innych narządów wewnętrznych                                         |
| ICD-10: T29 | Oparzenia termiczne i chemiczne licznych okolic ciała                                                |
| ICD-10: T30 | Oparzenie termiczne i chemiczne, okolica ciała nieokreślona                                          |
| ICD-10: T31 | Oparzenia termiczne sklasyfikowane według rozległości objętej powierzchni ciała                      |
| ICD-10: T32 | Oparzenia chemiczne sklasyfikowane według rozległości objętej powierzchni ciała                      |